# Shoaib
Shoaib (arabiska: شعيب ; även Shuyayb, Shuyaib, Shuaib, translittererat som "Den som känner till den rätta vägen"), är en islamisk profet nämnd i Koranen. Han tros vara Ibrahims barnbarnsbarn, som sändes som profet till midjaniterna för att varna dem om deras ogudaktiga leverne. Då de inte lyssnade, gjorde Gud slut på dem.
Det nämns inte uttalat i Koranen, men enligt senare kommentatorer i den islamiska traditionen identifieras Shoaib med Jetro, Moses svärfar i den hebreiska Bibeln, som också verkade i Midjan.